# Демчук Остап Якович
Демчук Остап Якович (21 березня 1900, Княжині — 19 грудня 1946) — український письменник, журналіст.

## Біографія
Народився 21 березня 1900 року в мальовничому селі Княжині на Волині (тепер Чуднівський район Житомирмької області) в бідній сім'ї. Рано пішла з життя мати Марина Миколаївна. Хлопець із дитинства пізнав гірку долю сироти. Батько вдруге не одружувався. Остап відзначався серед своїх ровесників гострим розумом і неабиякою кмітливістю, був гарним на вроду. Освіту здобував у Турчинівській церковно-приходській, П'ятківській двокласній земській та Чуднівській вищепочатковій школах. Навчався і в Турчинівському сільськогосподарському технікумі, але палке бажання одержати належну освіту привело його до Житомирського інституту народної освіти. Юнака прийняли без вступних екзаменів, враховуючи його добру підготовку.
З третього курсу О. Демчук починає працювати в окружній газеті «Радянська Волинь», а після одержання диплома завідує відділом сільського господарства. Це був досить плідний період у його творчому житті. Переведення на відповідальну посаду в тодішню столицю України Харків не принесло задоволення і творчої наснаги. Невдовзі Остап Демчук повертається до Житомира і знову поринаєє в неспокійне журналістське життя. З-під його пера з'являються статті на нариси про людей нелегкої колгоспної праці, зокрема, про відому ланкову з Радомишльського району Марту Худолій, про трудівників колективних господарств із Черняхівського, Житомирського та інших районів. Цікаві матеріали друкує в газеті Остап Демчук після поїздки до родинної оселі Лесі Українки в селі Колодяжному (з цього села родом і дружина О. Демчука Марія Шавлович) та в Томську область до І. В. Мічуріна. Це були щоденні журналістські будні. Працював О. Демчук і над творами художніми, звертаючись до тем масштабних, загальнолюдських, глобальних. Про це засвідчує його роман «Чорнозем», у якому йдеться про складні соціальні конфлікти в українському селі. Цей роман, як і твори Г. Косинки, А. Головка, П. Панча, Ю. Яновського, Ю. Смолича є реальним художнім літописом сповнених трагізму пореволюційних років.
На жаль, твори О. Демчука довгий час майже не друкувались, а спогади друзів по перу та праці літературознавців за винятком книги В. Минка «Червоний Парнас», зрідка з'являлися у різних часописах. А тому для нинішнього читача ім'я Остапа Демчука, як і його творчість, — це не розкрита книга, не пізнана особистість і не поцінована належно праця одного з творців української літератури, людини, щиро закоханої в рідну землю. Його творчисть ще чекає дослідників-літературознавців, а ця розповідь — лише одна із сторінок його творчого життя і трагічної долі.
Багато творчих задумів мав письменник, але не судилось їм збутися. Пройшовши важкими фронтовими дорогами аж до Німеччини, Остап Демчук був не раз поранений, контужений і помер у військовому госпіталі вже після Перемоги — 19 грудня 1946 року.
На його честь названу вулиця в с. Княжин.

## Творчість
У 20-х — 30-х роках ім'я Остапа Демчука часто з'являлося не тільки на сторінках «Радянської Волині», а й у газетах «Волинський пролетарій» та інших часописах, що виходили в Житомирі та Харкові. Деякі статті, репортажі та нариси він підписував псевдонімом Стась Біднота.
Свій перший вірш О. Демчук видрукував 1922 року в березневому номері газети «Селянська правда», новелу «Перший сніг» у 1924 році, а перше оповідання «Вишневі пелюстки» з'явилося в журналі «Червоний шлях» у 1925 році. Принагідно згадати, що в цьому журналі працював тоді Микола Хвильовий — палкий борец проти «масовізму» в художній літературі. Дбаючи про високі художні якості українскої літератури, він низькопробних творів на сторінки журналу не допускав. Можна гадати, що це оповідання було надіслане О. Демчуком на конкурс прозових творів, оголошений журналом у 1925 році, і пройшло конкурсне випробування. Згаданий конкурс був поштовхом до літературної дискусії 1925—1928 років, що мала трагічні наслідки для української інтелігенції.
У другій половині 20-х років в різних видавництвах виходять збірки оповідань О. Демчука «Комнезамчики» (1925), «Верболози» (1928), «Очі», «Пригода на маневрах», «Чудо», «Ювілей» (1930). Твори О. Демчука тематично є художнім літоописом тієї складової епохи. Фактаж молодий автор черпав безпосередньо з народного життя, з виру сільських пристастей, викликаних сумнозвісною теорією класового чуття та насильницькою колективізацією селянських господарст, адже входив до літературної організації «Плуг». Писав О. Демчук простою, барвистою, образною мовою. Збірки його оповідань привернули увагу таких відомих на той час критиків і літературознавців як Є. Кирилюк, Л. Підгайний, Я. Савченко. Пізніше до творчої спадщини О. Демчук звертались Л. Новиченко, М. Дубина, А. Ковтуненко та ін.
Духовний наставник Остапа Демчука І. Кочерга зазначав, що в оповіданнях молодого автора «пульсує життя, повсякденні людські клопоти, турботи, біди, думи про краще, а нерідко й трагедії…». Про популярність О. Демчука, його плідну роботу на ниві української літератури засвідчує той факт, що ряд оповідань письменника вийшли друком у США та Канаді ще до війни.

### Збірки оповідань
- «Комнезамчики» (1925)
- «Верболози» (1928)
- «Очі»
- «Пригоди на маневрах»
- «Чудо»
- «Ювілей»(1930)
- роман «Чорнозем» (1933)
- «Повісті про мачух» (1941)